# Кучин, Дмитрий Алексеевич

Преподаватели ТКУ с женами. Справа — Кучин Д. А., рядом с ним — Агокас С. В., вторая слева - Зинаида Сергеевна Кучина

Дми́трий Алексе́евич Ку́чин (1862 — 1931) — генерал-майор, начальник Тверского кавалерийского училища.

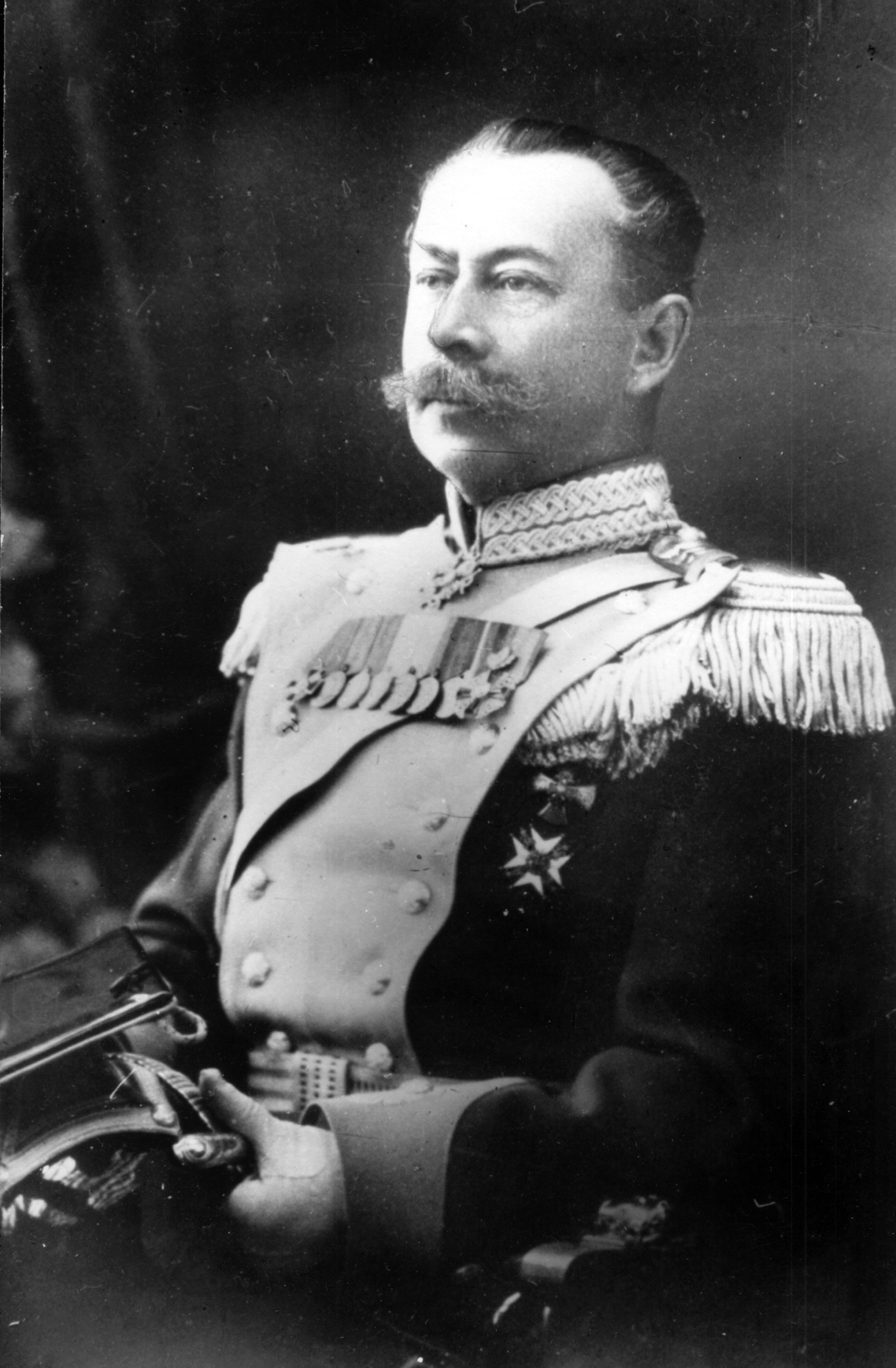
Кучин Д. А.

## Семья
Из рода Кучиных, потомственных дворян Тверской губернии.
Отец: Кучин Алексей — коллежский секретарь
Жена: Тургенева Зинаида Сергеевна (22.12.1868-1907) — дочь Тургенева Сергея Петровича, двоюродного брата И. С. Тургенева
Дети:
- Екатерина (09.08.1889—1975)
- Алексей (09.03.1891—17.02.1920) — ротмистр, командир эскадрона Добровольческой армии и ВСЮР, убит[5]
- Ольга (24.01.1893—1954)
- Сергей (16.12.1894—13.12.1953) — подполковник, командир эскадрона Добровольческой армии и ВСЮР, в эмиграции[5].
- Наталия (род. 25.04.1897)
- Любовь (19.06.1899—1968)
- Георгий(Юрий) (20.01.1901—1941)
- Николай (14.05.1903—1975)
- Варвара (1905—1907)
- Михаил (род. 18.08.1907)

## Образование
Образование получил в 6-й Московской гимназии.

## Послужной список
- Определен на службу 1.02.1883 в 3-й драгунский Сумский полк вольноопределяющимся 2-го разряда.[6]
- Командирован в Тверское кавалерийское юнкерское училище для прохождения курса наук (11.08.1883).
- По окончании курса по I разряду произведен в эстандарт-юнкера (20.08.1885; ст. 9.08.1885) c направлением в полк.
- Корнет (ВП 14.03.1886; ст. 1.09.1885) с переводом в 41-й драгунский Ямбургский полк.
- Переведен на службу в 1-й лейб-драгунский Московский полк (ВП 25.01.1887).
- Переведен на службу в 3-й драгунский Сумский полк (ВП 20.04.1887).
- Поручик (ВП 26.02.1890; ст. 1.09.1889).
- Утвержден в должности казначея и квартирмейстера (пр. 11.07.1890).
- Штабс-ротмистр (ВП 25.03.1892).
- Назначен заведующим полковой учебной командой (30.09.1892). Утвержден в должности (4.06.1894).
- С 1893 по 1897 временно командовал эскадронами.
- С 1893 по 1907 неоднократно назначался временно исполняющим делами помощника командира полка по хозяйственной части.
- Принял 2-й эскадрон на законном основании (22.06.1897). Утвержден в должности командира (11.04.1898).
- С 1897 по 1906 неоднократно выбирался членом суда общества офицеров и членом распорядительного комитета.
- Ротмистр (ВП 15.03.1898).
- С 1898 по 1905 неоднократно назначался членом полкового суда.
- С 1900 по 1902 неоднократно выбирался членом комиссии по заведованию офицерским заемным капиталом.
- Сдал 2-й эскадрон на законном основании прикомандированному к полку офицеру генерального штаба на один год (16.10.1901).
- Вновь принял 2-й эскадрон на законном основании (19.10.1902).
- Назначен командиром 1-го эскадрона (7.07.1905).
- Подполковник (ВП 14.09.1906).
- Командирован в Тверское кавалерийское юнкерское училище для временного командования эскадроном юнкеров (15.02.1907).
- Назначен командиром эскадрона юнкеров вышеозначенного училища (пр. 10.08.1907).
- Переведен в Тверское кавалерийское юнкерское училище (10.09.1907).
- Полковник (ВП 6.12.1912).
- По данным интернет-проекта «Архивы России»[7], Кучин являлся преподавателем Тверского кавалерийского училища, что противоречит архивным данным по этому учебному заведению.
- 7 мая 1915 года назначен и.д. начальника Тверского кавалерийского училища (Предписание ГУВУЗ 14321 от 07.05.1915)
- 5 мая 1917 года назначен начальником ТКУ [8].

Данные с 1917 по 1931 отрывочны:
- На 1917 год — генерал-майор.

… Начальник училища генерал-майор Дмитрий Алексеевич Кучин распустил курсантов по домам из-за угрозы поголовного расстрела….— Из биографии Волкова О. В.
- После 1917 года — военспец РККА.
- По данным интернет-проекта «Архивы России»[7], Кучин являлся начальником Советских кавалерийских командных курсов в Твери,
 что противоречит архивным данным по этому учебному заведению.
- На 1927 год — председатель Московской ремонтной комиссии РВСР[2][9].
- Арестован в 1931(?) году по «Гвардейскому делу» (делу «Весна»)[2]. Как следует из протоколов допросов ОГПУ,
 Кучин входил в группу Шатова[10] контрреволюционной кадетско-офицерской организации[2].

… Всего было арестовано около 50 бывших воспитателей и выпускников 1-го и 2-го Московских кадетских корпусов. Среди них был и начальник ремонтной комиссии РВСР бывший генерал Кучин, и безработные, в своё время даже не успевшие закончить кадетские корпуса. Все они обвинялись в создании контрреволюционной организации бывших кадетов. Чем закончилась история с кадетами — неизвестно. Так же, как и в случае со Взрывсельпромом, ликвидация кадетской организации проходила в рамках какого-то другого дела, по «Весне» же приговоры бывшим кадетам не выносились. К этому можем лишь добавить, что бывший марковец и сотрудник УГРО Всеволод Успенский был расстрелян 4 июня 1931 года. (Расстрельные списки. — М., 1995. — Вып. 2. — Ваганьковское кладбище. — С. 158.) Очень может быть, что тогда же решилась судьба и прочих членов «контрреволюционной кадетской организации»….— Из книги Я.Ю. Тинченко «Голгофа русского офицерства в СССР, 1930 - 1931 годы.»
- Данные о расстреле отсутствуют.
- Похоронен 28.06.1931 на Ваганьковском кладбище[9].

## Награды
- Темнобронзовая медаль в память Священного Коронования Их Императорских Величеств (ВП 15.05.1883);
- Орден Святого Станислава 3-й степени (ВП 30.08.1891);
- Серебряная медаль в память царствования Императора Александра III-го для ношения на груди на ленте ордена Св. Александра Невского (ВП 19.03.1896);
- Серебряная медаль в память Священного Коронования Их Императорских Величеств (ВП 14.05.1896);
- Кавалерский крест Баденского ордена Церингенского Льва 2-го класса (ВП 17.06.1896,04.11.1896);
- Темнобронзовая медаль за труды по первой всеобщей переписи населения для ношения на груди на ленте Государственных цветов (ВП 30.01.1897,11.04.1897);
- Орден Святой Анны 3-й степени (ВП 01.05.1899);
- Орден Святого Станислава 2-й степени (ВП 06.12.1910);
- Медаль в память столетия Отечественной войны 1812 года (ВП 30.11.1912).
- Орден Святого Владимира 3-й степени (ВП 1915);